# Organizacja Generała Pokrowskiego
Organizacja Generała Pokrowskiego (ros. Организация генерала Покровского) - emigracyjna rosyjska organizacja dywersyjno-wywiadowcza w latach 1921–1922
Organizacja została utworzona w 1921 r. w Bułgarii przez gen. Wiktora L. Pokrowskiego, który stanął na jej czele. Skupiała oficerów, którzy walczyli od 1917/1918 r. z bolszewikami w wojskach Białych, a pod koniec 1920 r. zostali zmuszeni do udania się na emigrację. Do kierownictwa organizacji wchodzili F.N. Buriak (szef sztabu), płk I.D. Zołotariewski (sprawy osobowe), gen. N.W. Babkin (wywiad polityczny), gen. M.D. Hetmanow (łączność i sprawy kwaterunkowe), gen. W.W. Murawiow (wywiad morski), kpt. W.I. Dragniewicz (oficer do specjalnych poruczeń). Przedstawicielem w Serbii był gen. A.A. Borowski, zaś w Konstantynopolu płk Siergiej G. Ułagaj (Kuczuk). Zadaniem organizacji było organizowanie przerzutów grup zbrojnych na terytorium ZSRR w celu organizowania dywersji. Planowano też zorganizować na Kaukazie powstanie antybolszewickie, ale nie udało się przerzucić tam żadnej grupy. Natomiast spośród pozostałych grup - pierwsza rozpadła się już w rejonie Trapezuntu w Turcji, nie docierając nawet do granicy, drugiej wprawdzie udało się przedostać przez granicę, ale niemal natychmiast została zaatakowana przez sowieckich pograniczników i zniszczona. Organizacja prowadziła ponadto działalność kontrwywiadowczą wśród rosyjskiej emigracji wojskowej. Informacje o działaniach Organizacji Generała Pokrowskiego dotarły do władz bułgarskich, kierowanych przez lewicowego premiera Aleksandyra Stambolijskiego, które w 1922 r. przeprowadziły liczne aresztowania rosyjskich oficerów. Sam gen. W.L. Pokrowski ukrył się. 3 listopada tego roku na ulicach Sofii został zabity przez członków organizacji działacz kozacki Aleksandr Agiejew, agitujący w imieniu władz bolszewickich za powrotem Kozaków do ojczyzny. Po tym wydarzeniu policja bułgarska dowiedziała się, że gen. W.L. Pokrowski ukrywa się w mieście Kiustendił. Przy próbie aresztowania został zastrzelony. W tej sytuacji jego organizacja rozpadła się.